# St. Mariae Himmelfahrt (Ochtrup)
Die katholische Filialkirche St. Mariae Himmelfahrt (auch Marienkirche) ist ein denkmalgeschütztes Kirchengebäude in Ochtrup im Kreis Steinfurt (Nordrhein-Westfalen).

## Geschichte und Architektur
Der breit gelagerte, sparsam durchfensterte Klinkerbau unter einem flachen Satteldach wurde von 1951 bis 1953 unter der Leitung von Dominikus Böhm errichtet. Der Ostteil wirkt querhausartig, über den niedrigen Zwischentrakt ist der gedrungene Nordwestturm angebunden. Der Turm war ehemals mit einer Krypta ausgestattet. Die segmentbogige, bis zur Firstspitze hochgezogene Apsis ist fensterlos. Die Eingangsfront wird durch ein großes Rundfenster aus schwarzem Tuffstein betont. Der Turm besitzt columbarienaritge Schallöffnungen. Die ursprünglich weiße Rabitzputzdecke ruhte über schlanken Stahlpfeilern, sie wurde 1965 durch eine Holzdecke ersetzt. Der Turm dient als Taufkapelle, die torartigen Öffnungen wurden 1953 mit Farbfenstern von Hubertus Brouwer ausgestattet. Ebenfalls von Brouwer sind die Fenster von 1962 im Langhaus.

## Ausstattung
- Das Taufbecken stammt aus der Bauzeit der Kirche.
- Das silbergetriebene Standkruzifix mit Maria und Johannes beidseitig des Kreuzes ist eine Arbeit aus der Zeit um 1530.
- Das weiß gefasste Kruzifix aus Holz wurde im 17. Jahrhundert geschnitzt.